# Kapusov belin
Kapusov belin (znanstveno ime Pieris brassicae) je dnevni metulj iz družine belinov.

## Opis
Kapusov belin je največji med belini, ki živijo v Sloveniji, saj preko kril meri med 50 in 62 mm. Osnovna barva zgornje strani kril je bela, v zgornjem kotu sprednjih kril pa ima ta vrsta značilno vbočeno črno liso. Samica se od samca loči po tem, da ima na zgornji strani sprednjih kril še dve dodatni črni lisi. Oba spola imata črni lisi na spodnji strani sprednjih kril. Prednja krila so po spodnji strani zelenkasto bela, zadnja krila pa rumenkasta s sivkastim poprhom. Kapusov belin je odličen letalec, ki na svojih selitvah preleti precejšnje razdalje.
- Pieris brassicae ♂
- Pieris brassicae ♂  △
- Pieris brassicae ♀
- Pieris brassicae  ♀ △

Samica odloži rumena jajčeca v skupinah od 20 do 100 na hranilne rastline gosenic. Te se hranijo z listi kapusnic, po čemer je vrsta dobila ime. Gosenice so rumenkasto zelene s svarilnimi rumenimi črtami vzdolž telesa ter črnimi pikami. Hranijo se v skupinah in lahko povzročijo veliko gospodarsko škodo v nasadih zelja ali ohrovta. Same gosenice so pogosto žrtev zajedavskih os vrste Apanteles glomeratus, ki svoja jajčeca odlagajo v mlade gosenice.
Buba kapusovega belina je bledo rumenkasto zelene barve s črnimi pikami. Iz bube se metulji razvijejo spomladi.

## Razširjenost
Kapusov belin je razširjen po celi Evropi, Severni Afriki in Aziji vse do Himalaje.
V Sloveniji lahko kapusovega belina opazimo v različnih življenjskih prostorih od morja do visokogorja, kjer leta od marca do septembra. Lahko se pojavlja v dveh ali treh generacijah.

## Galerija
- Jajčeca
- Gosenica
- Buba